# Starogrška arhitektura
Starogrška arhitektura je arhitektura grško govorečih ljudstev, katerih kultura je cvetela na grški celini, Peloponezu, Egejskih otokih in v kolonijah v Anatoliji in Italiji v obdobju od okoli 900 pred našim štetjem do 1. stoletja n. št. 
Starogrška arhitektura je najbolj znana po svojih templjih. Mnogo jih je po vsej regiji, a so ostale predvsem ruševine, mnogi pa so tudi dobro ohranjeni. Druga pomembna vrsta stavb, ki so se ohranile po vsem grškem svetu, so gledališča na prostem, prva že iz leta okoli 525–480 pr. n. št. Druge arhitekturne oblike, ki so še vedno vidne, so procesijske poti (propileje), javni trgi (agora), obdani s slovitimi kolonadami (stoa), stavbe mestnega sveta (bulevterij), javni spomeniki, veličastne grobnice (mavzolej) in stadioni.
Starogrško arhitekturo odlikujejo visoko formalizirane lastnosti, strukturne in dekorativne. To je še toliko bolj očitno pri templjih, saj se zdi, da je bila vsaka stavba zamišljena kot kiparski subjekt v pokrajini, najpogosteje postavljen na višjem terenu, tako da je bilo eleganco njegovih razsežnosti in učinkov svetlobe na površinah videti od povsod.  Nikolaus Pevsner navaja, da se "plastična oblika [grškega] templja ... postavi pred nas s fizično prisotnostjo intenzivneje, bolj živo kot katera koli kasnejša stavba". 
Besednjak antične grške arhitekture, zlasti delitev v tri sloge (rede): dorski slog, jonski slog in korintski slog, je imel velik vpliv na zahodno arhitekturo kasnejših obdobij. Arhitektura starega Rima je zrasla iz grške in ohranja njen vpliv v Italiji neprekinjeno do danes. Ohranja se v življenju od renesanse do oživljenega klasicizma, in to ne le natančne oblike in slogi, temveč tudi koncept arhitekturne lepote, ki temelji na ravnotežju in sorazmerju. Zaporedni slogi neoklasicistične in neogrške arhitekture sledijo in se natančno prilagajajo starogrškim slogom.

## Vplivi

### Geografija
Celina in grški otoki so skalnati, imajo zelo razčlenjeno obalo in visoke gore z nekaj malega gozdov. Najdostopnejši gradbeni material je kamen. Apnenec je bil vedno na voljo in lahek za obdelavo.  Veliko je visokokakovostnega belega marmorja na celini in otokih, zlasti na Parosu in Naksosu. Ta fino granulirani material je pomemben dejavnik, ki je prispeval k natančnosti  arhitekturnih in kiparskih detajlov, ki krasijo starogrško arhitekturo.  Nahajališča visokokakovostne lončarske gline so po vsej Grčiji in na otokih, glavna so v bližini Aten. Uporabljali so jo ne le za keramično posodo, ampak tudi za strešnike in arhitekturno dekoracijo. 
Grško podnebje je primorsko s hladnimi zimami in poletno vročino, ki jih kroji morski veter. To je vzrok, da je način življenja in dejavnosti potekal večinoma na prostem. Zato so bili templji na vrhovih gričev, njihova zunanjost zasnovana kot vizualni poudarek srečanj in procesij, medtem ko so gledališča pogosto izkoriščala naravno nagnjen teren, da so ljudje lahko sedeli. Kolonade, ki so obdajale stavbe ali okoliška dvorišča, so dajale zavetje pred soncem in nenadnimi neurji.
Svetloba je še en pomemben dejavnik pri razvoju posebne narave antične grške arhitekture. Svetloba je pogosto zelo bleščeča zaradi neba in živo modrega morja. Jasna svetloba in ostre sence omogočajo natančnost in podrobnost pokrajine, belih kamnitih izdankov in morske obale. Ta jasnost se izmenjava z obdobji meglic, ki se spreminjajo v barve svetlobe. V tem značilnem okolju so starogrški arhitekti gradili objekte, ki so bili zelo natančni. Bleščeče marmorne površine so gladke, ukrivljene, nagubane ali bogato vrezane in odsevajo sonce, oddajajo različne sence in spreminjajo barve ob nenehno spreminjajoči se svetlobi dneva.

### Zgodovina
Zgodovinarji so razdelili starogrško civilizacijo v dve obdobji, helensko obdobje (od okoli 900 pred našim štetjem do smrti Aleksandra Velikega leta 323 pred našim štetjem) in helenistično obdobje (323 pr. n. št. do 30 n. št.) . V helenskem grškem obdobju so se dela, bistvena za arhitekturo, začela pojavljati okrog 600 pr. n. št. V kasnejšem (helenističnem) obdobju se je grška kultura razširila sprva zaradi Aleksandrove osvojitve drugih dežel in kasneje kot posledica nastanka rimskega imperija, ki je sprejel velik del grške kulture.
Pred helenističnim obdobjem sta v regiji prevladovali dve veliki kulturi: minojska (okoli 2800–1100 pr. n. št.) in mikenska (okoli 1500–1100 pr. n. št.). Minojska je ime, ki so ga sodobni zgodovinarji označili za kulturo ljudstva antične Krete, ki je znana po svojih dovršenih in bogato okrašenih palačah in pobarvani keramiki z rastlinskimi in morskimi motivi. Mikenska kultura, ki je cvetela na Peloponezu, je povsem drugačne narave. Njeni ljudje so gradili citadele, utrdbe in grobnice namesto palač in krasili svojo keramiko s pasovi, v katerih korakajo vojaki namesto hobotnice in morske trave. Civilizaciji sta se končali okoli 1100 pred našim štetjem, na Kreti verjetno zaradi vulkanskega opustošenja in Mikenah zaradi vdorov Dorcev, ki so živeli na grški celini. Po teh dogodkih je bilo obdobje, iz katerega je še vedno le malo znakov kulture, zato se pogosto omenja kot temna doba.

### Umetnost
Umetnostna zgodovina helenske dobe je običajno razdeljena na štiri obdobja: protogeometrično (1100–900 pr. n. št.), geometrično (900–700 pr. n. št.), arhaično (700–500 pr. n. št.) in klasično (500– 323 pr. n. št.) [ 10] s skulpturami, ki se nadalje delijo na klasično, visokoklasično in pozno klasično umetnost. Prvi znaki umetniškega sloga, ki določajo starogrško arhitekturo, so v lončarstvu dorskih Grkov iz 10. stoletja pr. n. št. Že takrat so ustvarjali z občutkom za proporce, simetrijo in uravnoteženost, kar ni očitno na podobni lončenini s Krete in Miken. Okras je natančno geometričen, določen za položaj glede na vrsto posode. Te lastnosti so se kazale ne le v tisočletjih grškega lončarstva, ampak tudi v arhitekturi v 6. stoletju.  Pomembna je bila vse večja uporaba človeške figure kot velik okrasni motiv in povečanje gotovosti, s katero je človeštvo upodabljalo mitologijo, dejavnosti in strasti. 
Razvoj pri upodabljanju človeške oblike v lončarstvu je spremljal podoben razvoj v kiparstvu. Droben stiliziran bron v geometričnem obdobju se je umaknil naravni velikosti zelo formalizirane monolitne predstave v arhaičnem obdobju. Klasično obdobje je zaznamoval hiter razvoj v smeri idealizirane, a bolj realistične upodobitve bogov v človeški obliki.  Ta razvoj je neposredno vplival na kiparsko dekoracijo templjev ter mnoge ohranjene deli grškega kiparstva, ki so nekoč krasili templje, ter mnoge največje opisane kipe, ki so se izgubili, kot sta krizelefantinski kip Zevsa v Zevsovem templju v Olimpiji in Atena na Partenonu v Atenah, ki sta bila več kot 40 metrov visoka. 

### Religija in filozofija
Religija antične Grčije je bila oblika narave čaščenja, ki je zrasla iz prepričanja zgodnejših kultur. V primerjavi z njimi človek ni bil več razumljen,  kot da ga ogroža narava, ampak kot njen vzvišeni izdelek. Naravni elementi so bili poosebljeni kot bogovi v povsem človeški obliki in zelo človeškega vedenja.
Mislili so, da je dom bogov Olimp, najvišja gora v Grčiji. Najpomembnejša božanstva so bila: Zevs, vrhovni bog in vladar neba; Hera, njegova žena in boginja zakonske zveze; Atena, boginja modrosti; Pozejdon, bog morja; Demetra, boginja zemlje; Apolon, bog sonca, prava, razuma, glasbe in poezije; Artemida, boginja lune, lova in puščav; Afrodita, boginja ljubezni; Ares, bog vojne; Hermes, bog trgovine in medicine; Hefajst, bog ognja in kovine, in Dioniz, bog vina in plodonosnih rastlin. Častili so jih tako kot mnoge druge dejavnosti v skupnosti in na prostem. Do 600 pred našim štetjem so bogove pogosto predstavljali veliki kipi in zanje je bilo treba zagotoviti stavbo, v kateri bi lahko vsak od njih bival. To je privedlo do razvoja templjev. 
Stari Grki so red dojemali v vesolju in po drugi strani so uporabljali red in razum pri svojih stvaritvah. Njihova humanistična filozofija je dala človeštvo v središče stvari in spodbujala red v družbi in razvoj demokracije. Ob istem času so začeli spoštovati človekov razum, spodbujali strast za raziskovanje, logiko, izzive in obvladovanje problemov. Arhitektura starih Grkov in zlasti tempeljska arhitektura sta odgovor na te izzive strasti za lepoto ter za red in simetrijo, ki je posledica nenehnega iskanja popolnosti, ne pa enostavne uporabe vrste delovnih postopkov.

## Arhitekturne značilnosti

### Zgodnji razvoj
Med arhitekturo prejšnje mikenske in minojske kulture ter te starogrške so jasne razlike, tehnike in razumevanje njunega sloga so se izgubili, ko sta civilizaciji propadli. 
Mikenska umetnost je označena s svojimi krožnimi strukturami in stožčastimi kupolami s ploskimi temelji, konzolnimi tečaji. Ta arhitekturna oblika se ni prenesla v arhitekturo antične Grčije, vendar se je ponovno pojavila približno 400 pred našim štetjem v notranjosti velikih monumentalnih grobnic, kot je Lev iz grobnice v Knidu (okoli 350 pred našim štetjem). Malo je znano o mikenski leseni ali stanovanjski arhitekturi in vse nadaljnje tradicije bi lahko  v zgodnjih stavbah uporabljali Dorci.
Minojska arhitektura Krete je bolj uporabljala nosilce in preklade kot kultura antične Grčije. Uporabljali so lesene stebre z velikimi kapiteli, toda stebri so zelo drugačni od dorskih stebrov, ozki so na dnu in se razpirajo navzgor. Najzgodnejše oblike stebrov v Grčiji so se razvile neodvisno. Kot pri minojski arhitekturi je antična grška stanovanjska arhitektura osredotočena na odprt prostor ali dvorišče, obdano s stebriščem. Ta oblika je prilagojena gradnji hipostilnih dvoran v večjih templjih. Razvoj, ki je zajel arhitekturo, je bil predvsem v javnih stavbah, predvsem templjih, ne pa v veliki stanovanjski arhitekturi, ki se je razvila na Kreti. 

### Vrste zgradb

#### Domovi
Grška beseda za družino ali gospodinjstvo, oikos, je tudi ime za hišo. Hiše so bile različne. Verjetno so mnoge zgodnje hiše enostavne zgradbe z dvema prostoroma z odprto verando (pronaos), nad katero se je širil nizek poševen zatrep ali pediment. Ta oblika naj bi prispevala k tempeljski arhitekturi.
Zidovi mnogih hiš so bili zgrajeni iz lesa ali glinene opeke, posušene na soncu, napolnjene z vlaknastim materialom, kot je slama ali morske alge, ometani z glino ali blatom, hiše so imele kamnite temelje, ki so zaščitili ranljivejše elemente pred vlago. Strehe so bile verjetno slamnate z napuščem, ki je visel prek zidu. Veliko večje hiše, kot so bile na Delosu, so bile zgrajene iz kamna in so bile ometane. Kritina za tako hišo so bile ploščice. Hiše bogatih so imele na tleh mozaik in kazale klasičen slog.
Številne hiše ob širokih prehodih (pasta), ki so potekali vzdolž hiš, so bile na eni strani odprte na majhno dvorišče zaradi svetlobe in zraka. Večje hiše so imele popolnoma razvito peristilno dvorišče v sredini s prostori, razporejenimi okoli njega. Nekaj hiš je imelo tudi nadstropje, ki se zdi, da je bilo namenjeno ženskam v družini. 
Mestne hiše so bile zgrajene druga ob drugi in razdeljene v manjše bloke z ozkimi ulicami. V prostorih proti ulici so bile včasih trgovine. Mestne hiše so bile navznoter obrnjene z velikimi odprtinami na osrednje dvorišče in ne na ulico.

#### Javne zgradbe
Pravokotni tempelj je najpogostejša in najbolj znana oblika grške javne arhitekture. Tempelj ni imel enake vloge kot sodobna cerkev, saj je bil oltar pod odprtim nebom v temenosu ali svetišču, pogosto neposredno pred templjem. Templji so bili obredni kraji in prostor za shranjevanje darov ali  zakladnico, ki je bila povezana s kultom posameznega boga, in kraj darovanja, saj so ljudje v njih pustili svoje votivne darove, kot so kipi, čelade in orožje. Zdi se, da so nekateri grški templji usmerjeni astronomsko.  Tempelj je bil večinoma del religioznega okrožja, znanega kot akropola. Po mnenju Aristotela bi moral biti tempelj "kraj, ki ga vidimo od daleč in na široko ter oplemeniti odličnost in se dviga v višino nad soseščino". Prav tako so bili zgrajeni majhni krožni templji, tolosi, pa tudi majhne tempeljske zgradbe, ki so se uporabljale kot zakladnice za posamezne skupine darovalcev.
Pozno v 5. in 4. stoletju pred našim štetjem je postal pomemben dejavnik grških gradbenikov urbanizem z mesti, kot sta Pestum in Priena, ki so urejena s pravokotno mrežo tlakovanih ulic in agoro ali osrednjim mestnim trgom, ki ga obdaja stebrišče ali stoa. Popolnoma obnovljeno Atalovo stoo je mogoče videti v Atenah. Kraji so imeli tudi javni vodnjak, v katerem so dobili vodo za uporabo v gospodinjstvu. Razvoj pravih mestnih načrtov je povezan s Hipodamom iz Mileta, Pitagorovim učencem, ki velja za začetnika geometrične zasnove mesta. 
Javne zgradbe so postale "spodobne in lahkotne strukture" in so bile postavljene tako, da so med seboj arhitekturno povezane. Propileje ali portik, ki oblikuje vhod v tempelj svetišča in druga pomembna mesta, najbolje kažejo Propileje na Akropoli v Atenah. Bulevterij je bila velika javna stavba s hipostilno dvorano, ki se je uporabljal kot sodišče in zbirališče mestnega sveta (bule). Ostanki bulevterija so ohranjeni v Atenah, Olimpiji in Miletu, slednji je lahko sprejel do 1200 ljudi.
Vsako grško mesto je imelo gledališče na prostem. Namenjena so bila javnim srečanjem ter dramskim predstavam. Gledališče je navadno postavljeno v pobočje zunaj mesta in je imelo vrste vzporednih sedežev v polkrogu okoli osrednjega območja (orkestra). Za orkestro je bila nizka stavba, imenovana skena, ki se je uporabljala kot shramba, garderoba in tudi kot ozadje za prizore v orkestri. Ohranjenih je več grških gledališč, ki so skoraj nedotaknjena, najbolj znano je v Epidavru, ki je delo arhitekta Poliklejta mlajšega.
Večja grška mesta so imela tudi palestro ali gimnazij, družabni center za moške državljane, ki je imel tudi prostor za gledalce, kopališče, stranišča in klubske prostore. Športu sta bila namenjena tudi hipodrom za konjske dirke, nekaj je ohranjenih, in stadion za tekaška tekmovanja, ki je bil dolg 600 metrov, znani so v Olimpiji, Delfih, Epidavru in Efezu, medtem ko je bil stadion Panatinajko v Atenah s 45.000 sedeži  obnovljen v 19. stoletju. Leta 1896, 1906 in 2004 so bile na njem olimpijske igre. 

### Konstrukcija
Grški arhitekturi dajejo posebno vrednost modularna zasnova, proporcija, kanoni ter optični in perspektivni popravki.
Modul je spodnji premer stebra v grških antropometričnih merah ali razmik med stebri. S poznavanjem razmerja med premerom in obodom so razporedili stebre tako, da so bili razmiki izmerljivi s čistimi merami ali njihovimi mnogokratniki.
Proporcija je skladno razmerje med celoto in posameznimi deli, ki se v raznih velikostih stalno ponavlja. Bistvo je jasno izrazil Platon. Grška arhitektura pozna različne proporcije, ki so matematično enostavno izražene. V tlorisih in narisih zasledimo zlati rez in proporcije, ki izhajajo iz oktagrama. Osni interkolumnij z višino stebra ustvarja pravokotnik, ki uravnava proporcijo celotne kompozicije.
Kanon je idealno harmonično razmerje. V različnih obdobjih grške arhitekture je bil različen: dorski tempelj ima močno in težko naravo, klasičen kaže umirjen izraz dostojanstva, helenističen teži k eleganci. Grki so vedeli za pomanjkljivosti, ki jih povzroča perspektiva, zato so bili potrebni matematični in geometrijski popravki zasnove, da bi bila arhitektura videti urejeno. Optični popravki so zajemali naklone stebrov, ki so nagnjeni navznoter, da bi pri pogledu navzgor bili videti navpično. Razdalja med vogalnimi stebri je manjša, ker bi bili sicer videti tanjši od drugih. Posebnost je tudi konkavna usločenost horizontal. Linija arhitrava in stilobata je rahlo napeta, saj bi se sicer ob frontalnem pogledu zdela ukrivljena navzdol.

#### Steber in preklada
Arhitektura antične Grčije gradi na obliki "nosilca in preklade", se pravi, da je sestavljena iz pokončnih nosilcev, ki podpirajo preklade. Čeprav so neobstoječe zgradbe iz te dobe zgrajene v kamnu, je jasno, da izvor sloga leži v preprostih lesenih konstrukcijah z nosilci, ki podpirajo tramove, ki sestavljajo dvokapno streho. Stebri in nosilci so razdelili stene v enake dele, ki so jih lahko pustili odprte ali napolnjene z opeko, sušeno na soncu, trstičjem ali slamo in ometane z glino ali drugim ometom. Verjetno je, da je bilo veliko zgodnjih hiš in templjev zgrajenih z odprto verando ali "pronaosom", nad katerim se je dvigal nizek poševen zatrep ali pediment.
Prvi templji, zgrajeni za hrambo kipov božanstev, so bili verjetno lesena konstrukcija, kasneje nadomeščena z bolj trpežnimi kamnitimi templji, od katerih so mnogi še vedno vidni. Znaki prvotne narave lesene arhitekture so se ohranili v kamnitih zgradbah.
Nekaj teh templjev je bilo zelo velikih, dolgih tudi več kot 100 m, kot je Zevsov tempelj v Olimpiji, večina pa manj kot polovico te velikosti. Da so nekateri veliki templji nastali kot lesene konstrukcije, v katerih so stebre postopoma nadomeščali s kamnitimi, je razlagal Pavzanij, ko je videl Herin tempelj v Olimpiji v 2. stoletju našega štetja.
Kamniti stebri so narejeni iz vrste monolitnih kamnitih valjev, ki počivajo drug na drugem brez malte, vendar so povezani z zatičem iz raznih vrst materiala. Stebri so širši na bazi in se proti vrhu zožujejo s pasivno krivuljo, znano kot entaza. Vsak steber ima kapitel iz dveh delov, zgornjega dela, na katerem sloni preklada, pri čemer je kvadraten in se imenuje abakus. Del kapitela, ki se dviga iz stebra in je okrogel, pa se imenuje ehinus. Kapiteli se razlikujejo glede na slog (red). Dorski in po navadi jonski imajo navpične utore, znane kot kanelure in so elementi prvotne lesene strukture. Jonska baza ima na stiku s tlemi ploščo (plinto), v začetku kvadratno, kasneje okroglo, nad njo pa polkrožni zvitek (torus).

#### Ogredje in pediment
Stebri templja podpirajo strukturo, ki se dviga v ogredje in pediment.
Ogredje je glavni vodoravni strukturni element, ki podpira streho in obkroža celotno stavbo. Sestavljeno je iz treh delov. Na stebrih počiva arhitrav z vrsto kamnitih preklad, ki zapirajo  prostor med stebri in se stikajo med seboj nad osjo vsakega stebra.
Nad arhitravom je drugi vodoravni del, ki se imenuje friz. Friz je eden izmed glavnih dekorativnih elementov stavbe, na njem so reliefi. V jonski in korintski arhitekturi relief poteka v neprekinjenem pasu, pri dorskem slogu je razdeljen na odseke, imenovane metope, ki zapolnijo prostore med navpičnimi pravokotnimi bloki, imenovanimi triglifi. V triglifih so navpični utori, podobni kot v dorskih stebrih in podobni, kot so bili v lesenih tramovih, ki so podpirali streho.
Zgornji del ogredja se imenuje venec, ki je na splošno bogato okrašen v spodnjem robu. Prav tako izhaja iz nekoč lesenih elementov strehe. Na sprednji in zadnji strani vsakega templja ogredje podpira trikotno strukturo, imenovano pediment ali zatrep. Trikotni prostor, ki ga obkroža okvir, je prostor najpomembnejšega kiparskega okrasa na zunanjosti stavbe.
Drugi elementi so še: posnet rob pri zidovih (faza); trakasta letev med arhitravom in frizom je  (tenija); žlebina (trohil); žlebina z neenakima polmeroma, skotija pokončna ali zvrnjena; polizboklina (ovolo); polžlebina (cavetto); karnisa (dvigajoča, padajoča, zaključna, nosilna), žleb ali zaključek venca je sima in zidni venec (sims). Površine posameznih profilov so plastično ali slikarsko obdelane. Pogosti vzorci so: meander, valovnica, astragal (kolobar) in pas s srčastimi ali jajčastimi listi (jajčevnik ali jonski kimation).

#### Temelji in zidovi
Vsak tempelj stoji na zidani bazi, imenovani krepidom, sestavljen navadno iz treh stopenj, od katerih zgornja nosi stebre, imenovana stilobat. Zidane stene so bile uporabljene za templje od približno 600 pred našim štetjem naprej. Za zidove vseh vrst so uporabljali različne vrste materiala, tudi ruševine, najboljši tesanec ali klesanec pa za tempeljske zidove, pravokotnih natančno klesanih velikih oblik. Grobo so kamen oblikovali že v kamnolomu in ga nato zelo natančno obdelali na kraju samem, običajno so zidali brez malte. Nosilni bloki so bili včasih pritrjeni ali okrepljeni z železnimi sponkami, klini in palicami iz lesa, brona ali železa, ulitimi v svinec, da se zmanjša korozija.

#### Odprtine
Vrata in okenske odprtine so bili premoščeni s preklado, katere razpon je bil pri kamniti stavbi omejen. Razdalja med stebri je bila odvisna od oblike preklade, stebri na zunanjosti stavbe in izvedba kamnitih preklad je spet podobna prejšnjim lesenim.  Vrata in okenske odprtine so se manjšale proti vrhu. Templji so bili zgrajeni brez oken, svetloba v naos je vstopala skozi vrata. Nekatere templje so osvetljevale luknje v strehi. Vrata v jonskem slogu na Erehtejonu (5,2 m visoka in 2,15 m široka na vrhu) so ohranila veliko značilnosti, tudi ornamente in ogredje.

#### Streha
Najširši razpon tempeljske strehe je prek cele ali notranjega prostora. V veliki zgradbi ima ta prostor stebre za podporo strehe, arhitekturna oblika je znana kot hipostil. Zdi se, čeprav je bila arhitektura antične Grčije sprva z lesenimi konstrukcijami, da v zgodnjem obdobju graditelji niso imeli pojma o konceptu diagonalnega okvirja kot nosilne konstrukcije. To je razvidno iz narave gradnje templja v 6. stoletju pr. n. št., ko se vrste stebrov, ki podpirajo streho nad celo, dvigajo višje od zunanjih sten, kar je nepotrebno, če je ostrešje sestavni del lesene strehe. Verjetno so na začetku tramovi podpirali neposredno ogredje, stene in hipostil, namesto lesen okvir, ki se je v grški arhitekturi začel uporabljati šele v 3. stoletju pr. n. št.
Starogrške lesene zgradbe iz gline in ometa so bile verjetno pokrite s slamo. Z vzponom kamnite arhitekture so se začeli uporabljati keramični strešniki. Te zgodnje strešne plošče so imele S-obliko, ki so s ponvijo in pokrivnim delom sestavljale en kos. Bili so veliko večji od sodobnih strešnikov, do 90 cm dolgi, 70 cm široki in 3–4 cm debeli, en kos je tehtal okoli 30 kg. Samo kamnite stene, ki so nadomestile prejšnje opečne iz nežgane gline, in lesene stene so dovolj močne, da podpirajo težo opečnate strehe. 
Prve najdbe strešnikov iz arhaičnega obdobja v Grčiji so dokumentirane z zelo omejenega  območja okoli Korinta, kjer so žgane ploščice začele zamenjavati slamnate strehe na Apolonovem in Pozejdonovem templju med 700 in 650 pred našim štetjem. Da so se v petdesetih letih strešniki hitro širili, dokazuje veliko lokacij po vzhodnem Sredozemlju, vključno s celinsko Grčijo, zahodno Malo Azijo, južno in srednjo Italijo. Ker so žgane ploščice dražje kot slama in jih je zahtevneje izdelati, lahko njihovo uvedbo pojasnimo s tem, da so želeli, da so dragi templji odporni proti ognju. Stranski učinek uvedbe strešnika je tudi izvedba previsne kapi v grški arhitekturi, ki je podaljšala streho, da bi jo zaščitila pred dežjem.
Obokov in lokov na splošno niso uporabljali, vendar so v grobnicah (kot čebelnjak ali nepravi obok, kot se je uporabljal v Mikenah) in občasno imajo zunanjo vlogo, eksedra, v 5. stoletju pred našim štetjem. Kupola in obok nista bila nikoli pomembna strukturna značilnost, kot sta postala v rimski arhitekturi.

#### Tlorisi templjev
Večina starodavnih grških templjev je bila pravokotna. Bili so približno dvakrat daljši kot široki z nekaterimi izjemami, kot je ogromen tempelj olimpskega Zevsa v Atenah, ki je imel skoraj 2 ½-kratno širino. Številne preživele tempeljske strukture so krožne in se imenujejo tolos. Najmanjši templji so bili dolgi manj kot 25 metrov (približno 75 čevljev), tudi krožni tolosi so imeli toliko v premeru. Velika večina templjev  je bila dolga od 30 do 60 metrov (približno 100–200 čevljev). Majhna skupina dorskih templjev, tudi Partenon, je bila dolga med 60 in 80 metri (približno 200–260 čevljev). Največji templji, večinoma jonski in korintski, pa tudi dorski tempelj olimpskega Zevsa v Agrigentu, so bili dolgi od 90 in 120 metrov (približno 300–390 čevljev).
Tempelj se dviga iz koračne baze ali stilobata, ki dvigne strukturo nad tlemi, na kateri stoji. Zgodnji primeri, kot je Zevsov tempelj v Olimpiji, imajo bazo dveh korakov, večina, na primer Partenon, treh, izjema je Apolonov tempelj v Didimi, ki ima bazo šestih korakov. Jedro stavbe je zidan naos, v katerem je cela, soba brez oken, v kateri je bil kip boga. Cela ima na splošno prednji prostor ali pronaos in morda drugo sobo ali antenaos, ki so jo uporabljali kot zakladnico ali prostor za vojni plen in darila. Svetloba je padala skozi velika vrata, opremljena z rešetko iz kovanega železa. Zdi se, da so nekatere sobe osvetljevala strešna okna.
Na stilobatih, ki pogosto popolnoma obdajajo naos, stojijo vrste stolpov. Vrsto templja določata število stolpov na vhodu in njihova razporeditev.
Primeri:
- templum in antis je majhen tempelj z dvema stebroma spredaj, ki sta postavljena med projekcijsko steno pronaosa ali verande, kot je Nemezisin tempelj v Ramnuntu (glej levo, slika 1)
- amfiprostil tetrastil ima majhen tempelj, ki ima stebre na obeh koncih, ki stojijo ločeno od naosa. Tetrastil kaže, da so stebri štirje, kot so pri templju ob reki  Ilis v Atenah (slika 4)
- perperter heksastil ima tempelj z eno vrsto perifernih stebrov okoli naosa, s šestimi stebri spredaj, kot je Tezejon v Atenah (slika 7)
- peripter oktastil ima tempelj z eno vrsto stebrov okoli naosa, (slika 7) z osmimi stebri spredaj, kot je Partenon v Atenah (slika 6 in 9)
- dipter dekastil ima ogromen Apolonov tempelj pri Didimi z naosom, obdanim z dvojno vrsto stebrov (slika 6) z desetimi stebri prek vhoda
- Zevsov tempelj v Agrigentu se imenuje psevdoperiter heptastil, ker ima kolonado psevdostebrov, ki so pritrjeni na stene naosa (slika 8); heptastil pomeni, da ima sedem stebrov prek vhoda

## Slog

### Slogi (redi)
Starogrška arhitektura templjev in drugih javnih stavb je razdeljena v tri sloge, ki jih je prvič opisal rimski arhitekt Vitruvij. To so: dorski slog, jonski slog in korintski slog, ki izražajo njihov regionalni izvor v grškem svetu. Slogi so najbolj prepoznavni po glavnih mestih, imajo vsak svojo obliko, proporce, podrobnosti in razmerja stebrov, ogredja, pedimenta in stilobata. Različni slogi so bili uporabljeni za vse stavbe in spomenike.
Dorski slog (red) se je razvil na celinski Grčiji in razširil v Magno Graecio (Veliko Grčijo v Italiji). Bil je trdno uveljavljen in njegove značilnosti so bile natančno opredeljene med gradnjo Herinega templja v Olimpiji okoli 600 pr. n. št. Jonski slog je bil uveljavljen pri Dorcih, v grških mestih Jonije, Male Azije in Egejskih otokov. Do sredine 5. stoletja pred našim štetjem niso dosegli jasno opredeljene oblike. Zgodnji jonski templji Male Azije so bili posebej velikopotezni po obsegu, kot je Artemidin tempelj v Efezu. Korintski slog je bil zelo okrasen in se ni razvil do helenističnega obdobja. Ohranil je številne značilnosti jonskega sloga. Rimljani so ga popularizirali.

### Dekoracija

#### Arhitekturno okrasje
Zgodnje lesene konstrukcije, predvsem templjev, so bile ornamentirane in delno zaščitene z žgano in pobarvano glineno oblogo v obliki pravokotnih in okrasnih plošč. Veliko fragmentov je preživelo stavbe, ki so jih krasile, in prikazujejo številne formalne oblike geometričnih vijug, prekrivajočih se vzorcev in rastlinskih motivov. Z uvajanjem kamnitih templjev ni bilo potrebe po zaščiti, pogostejši so bili klesani okrasi.
Glineni okraski so bili omejeni na strehe stavb, krasili so vogale, vence in pedimente. Na koncih pedimentov so jih imenovali akroterij in ob straneh stavbe antefiks. Zgodnji dekorativni elementi so bili v glavnem polkrožni, pozneje pa približno trikotne oblike z okrasjem, pogosto palmetami. Jonski venci so bili pogosto okrašeni z vrsto levjih mask z odprtimi usti, ki so bruhali deževnico. Od poznega klasičnega obdobja so akroterij včasih oblikovale figure.
V treh slogih antične grške arhitekture je bistvenega pomena kiparsko okrasje, naj bo to preprost astragal, friz iz stiliziranega listja ali pediment, bogat s kipi. V dorskem slogu ni nobene razlike v umestitvi. Reliefi nikoli ne krasijo sten poljubno. Skulptura je vedno na že vnaprej določenih območjih, metopah in pedimentu. V poznejši jonski arhitekturi je večja raznovrstnost pri vrstah in številnih oblikah in dekoracijah, zlasti pri vratih, kjer se včasih pojavljajo volutni nosilci, ki podpirajo okrašene vogale na vratih, kot je npr. v Erehtejonu. Veliko je oblik, ki se imenujejo kroglice in tuljave in so simetrične, kar izhaja iz lesenih prototipov. Široke letve so poudarjene z oblikami listov, ki so žlebljeni in včasih obrnjeni navzgor s pecljem in s srčastimi ali jajčastimi listi (jajčevnik ali jonski kimation).

#### Arhitekturno kiparstvo
Arhitekturna skulptura se je razvijala iz zgodnjih arhaičnih primerov skozi strogo klasično, visoko klasično, pozno klasično in helenistično obdobje. Ostanki arhaične arhitekturne skulpture (700–500 pr. n. št.) so že od zgodnjega 6. stoletja pr. n. št., pri čemer je najstarejša ohranjena pedimentna skulptura, ki je bila fragment Gorgone, ki sta jo obkrožala heraldična panterja iz sredine pedimenta Artemidinega templja na Krfu. Metope s templja, znanega kot tempelj C v Selinuntu na Siciliji, v bolj ohranjenem stanju kažejo, kako Perzej ubija Gorgono Meduzo. Obe sliki sta vzporedni s stiliziranim prikazom Gorgone na črnofiguralni vazi, ki jo je poslikal slikar z Nesosa (okoli 600 pr. n. št.), pri čemer so obraz in ramena obrnjeni čelno,  noge so v tekaškem položaju ali pokleku. V tistem času so podobe grozljivih pošasti prevladovale nad človeško podobo, ki se je razvila s humanistično filozofijo. 
Strogi klasični slog (500–450 pr. n. št.) predstavljajo pedimentne skulpture Zevsovega templja v Olimpiji (470–456 pr. n. št.). Vzhodni pediment kaže trenutek tišine in "bližajoče se drame" pred začetkom dirke s kočijo, figure Zevsa in tekmovalcev so resne in idealizirane predstavitve človeške oblike. Zahodni pediment ima Apolonovo osrednjo figuro, "veličastno" in "oddaljeno", ki predseduje bitki Lapitov in Kentavrov, in je v močnem nasprotju z vzhodnim pedimentom, ki prikazuje nasilno delovanje, ki ga je D. E. Strong opisal kot "najmočnejši del ilustracije" v stoletjih.
Nizki reliefi in tridimenzionalna skulptura, ki je krasila frize in pedimente, posebej na Partenonu,  so bili izdelki v naravni velikosti visokega klasičnega sloga (450–400 pr. n. št.) in so bili ustvarjeni pod vodstvom kiparja Fidije. Pedimentna skulptura predstavlja bogove Olimpa, friz pa panatenajsko procesijo in svečane dogodke, ki so se odvijali vsaka štiri leta v čast boginji v Atenah. Friz in preostale figure vzhodnega pedimenta kažejo globoko razumevanje človeškega telesa, razlikuje se glede na položaj in obremenitve, ki jih povzročajo dejavnosti in čustva. Benjamin Robert Haydon je opisal naslonjeno figuro Dioniza kot "... najbolj herojski slog umetnosti skupaj z vsemi bistvenimi podrobnostmi dejanskega življenja". 
Imena mnogih znanih kiparjev iz poznega klasičnega obdobja (400–323 pr. n. št.) so znana, med njimi tudi Timotej, Praksitel, Leohar in Skopas, a so njihova dela znana predvsem iz rimskih kopij. Majhna arhitekturna skulptura obdobja ostaja nedotaknjena. Asklepijev tempelj v Epidavru je imel Timotejevo skulpturo, ko je delal z arhitektom Teodotom. Fragmenti vzhodnega pedimenta so ohranjeni in kažejo Ropanje Troje. Videti je, da je prostor zapolnil s figurami, ki so bile skrbno razporejene tako, da ustrezajo območju in obliki kot pri prejšnjem vzhodnem pedimentu Zevsovega templja v Olimpiji. Toda figure so nasilnejše v akciji, osrednjega prostora ne prevzema poveljujoči Bog, temveč dinamična figura Neoptolema, ko zagrabi starega kralja Priama in ga zabode. Preostali fragmenti dajejo vtis celotne palete človeških čustev, strahu, groze, krutosti in želje po osvajanju. Akroterij je izdelal Timotej, razen tistega v središču vzhodnega pedimenta, ki je delo arhitekta. Palmetni akroteriji so tukaj zamenjani z majhnimi figurami, vzhodni pediment obvladuje krilata Nike, ki je kljubovala vetru. 
Helenistična arhitekturna skulptura (323–31 pr. n. št.) je postala razkošnejša pri izrisovanju izraza in gibanja, pogosto je poudarjena s tekočimi draperijami Nike Samotraške, ki je krasila spomenik v obliki znane ladje. Pergamonski oltar (180–160 pr. n. št.) ima friz (dolg 120 metrov in 2,3 metra visok) figur v zelo visokem reliefu. Friz predstavlja bitko za prevlado med bogovi in titani in uporablja številne dramske učinke: blaznost, vznesenostF in zmago, da se izrazi občutek spopada.